# Amazona collaria
La amazona de pico amarillo (Amazona collaria) es una especie de ave de la familia de los loros (Psittacidae) endémica de la isla de Jamaica. Está en peligro debido a la destrucción de su hábitat natural: las selvas jamaiquinas y los manglares, aunque también puebla plantaciones.